# Model Minnesota
Model Minnesota – metoda leczenia alkoholizmu oraz innych uzależnień, powstała na przełomie lat 40. i 50. XX wieku w stanowym szpitalu w Minnesocie w Stanach Zjednoczonych.

## Historia
Metoda powstała z inicjatywy dwóch specjalistów - psychologa i psychiatry. Wstępne założenia modelu polegały na połączeniu doświadczeń profesjonalistów oraz alkoholików trzeźwiejących przy pomocy Wspólnoty Anonimowych Alkoholików, zindywidualizowanym podejściu do leczenia, z aktywnym udziałem rodziny pacjenta, realizowanym w warunkach intensywnego (7 dni w tygodniu), stacjonarnego 28-dniowego programu.
Pierwszy ośrodek realizujący ten model utworzony został przez niedochodową organizację - “Hazelden Foundation”. Stopniowo powstawały podobne ośrodki w innych stanach AP i uzyskiwały akredytację medycznych instytucji ubezpieczeniowych. Z czasem pomoc terapeutyczną rozszerzono na inne uzależnienia, a osoby przeszkolone w Hazelden, zaczęły tworzyć podobne ośrodki na terenie Europy.
W Polsce, elementy tego modelu zastosowane zostały po raz pierwszy w połowie lat 80. w kierowanym przez dr. n. med. Bohdana T. Woronowicza Oddziale Odwykowym Instytutu Psychiatrii i Neurologii w Warszawie (dzisiejszym Ośrodku Terapii Uzależnień). Obecnie wiele ośrodków wykorzystuje niektóre elementy tego modelu ale klasycznej wersji nie udało się dotąd wprowadzić.

## Założenia
Model Minnesota ulegał poprzez lata ewolucji i obecnie do jego podstawowych założeń należą:
- traktowanie alkoholizmu jako choroby znacząco różniącej się od innych zaburzeń czy chorób psychicznych, a jednocześnie pierwotnej (nie jest to bowiem przejaw innych zaburzeń, po których rozwiązaniu alkoholizm przestanie istnieć, jak również nie wynika on z jakiejkolwiek innej choroby, bo sam w sobie jest chorobą)
- traktowanie alkoholizmu jako choroby przewlekle postępującej, śmiertelnej i co istotne - niezawinionej, na której powstanie złożyło się wiele różnych czynników (polietiologia)
- traktowanie z należytym szacunkiem i zrozumieniem osób, które cierpią na tę chorobę oraz szanowanie ich osobistej godności
- przekonanie, że wstępna motywacja nie decyduje o przebiegu i wynikach leczenia
- dążenie do umożliwienia osobie uzależnionej zidentyfikowania objawów choroby, co może wywołać u niej potrzebę dokonania zmian w swoim życiu
- uznawanie, że jednym z najważniejszych objawów choroby jest zaprzeczanie (często słyszy się, że alkoholizm to choroba zaprzeczeń i nawrotów), przy czym istnieniu choroby zaprzecza również najbliższe otoczenie chorego
- stawianie jako cel długofalowy dożywotniej abstynencji od wszelkich substancji psychoaktywnych;
- systemowe podejście do choroby uwzględniające jednocześnie aktywny udział w procesie terapeutycznym osób najbliższych
- maksymalne wykorzystanie potencjału wielodyscyplinarnego zespołu terapeutów, w którym istotną rolę odgrywają odpowiednio przeszkoleni specjaliści wywodzący się spośród alkoholików trzeźwiejących w oparciu o program AA (ich zatrudnianie rozpoczęto w Ośrodku Hazelden w 1954 roku)
- prowadzenie terapii poprzez małe grupy, w których każdy pacjent traktowany jest jednak indywidualnie, ma bowiem ustaloną swoją indywidualną drogę wychodzenia z choroby oraz własne sposoby zarówno unikania powrotu do picia jak i zapobiegania nawrotowi choroby
- wykorzystywanie w terapii Programu dwunastu kroków oraz systematyczny udział w spotkaniach Wspólnoty Anonimowych Alkoholików.

Przy założeniu, że uzależnienie od alkoholu jest chorobą nieuleczalną (w rozumieniu niemożności powrotu do picia kontrolowanego) proponowane, w ramach tego modelu, postępowanie nie może zakończyć się wyleczeniem lecz zatrzymaniem rozwoju choroby. Powinno więc być traktowane raczej jako pomoc w radzeniu sobie z chorobą i pomoc w uruchomieniu istniejących w człowieku rezerw, umożliwiających zmianę odczuwania, przeżywania, reagowania, zachowań itp. Należałoby więc postrzegać je bardziej jako opiekę czy doradztwo, niż jako tradycyjnie rozumiane leczenie.
Badania oceniające skuteczność modelu Minnesota w Ośrodku Hazelden, przeprowadzone na grupie 1083 osób leczonych tam w latach 1989–1991 wykazały, że po upływie jednego roku 53% osób utrzymywało abstynencję, a kolejne 35% znacznie ograniczyło używanie alkoholu i innych substancji psychoaktywnych.